# Omorgus nodosus
Omorgus nodosus es una especie de escarabajo del género Omorgus, familia Trogidae. Fue descrita científicamente por Robinson en 1940.
Esta especie se encuentra en Texas y Nuevo México, también en México, en Chihuahua.